# Marineo
Marineo é uma comuna italiana da região da Sicília, província de Palermo, com cerca de 6.948 habitantes. Estende-se por uma área de 33 km², tendo uma densidade populacional de 211 hab/km². Faz fronteira com Bolognetta, Cefalà Diana, Godrano, Mezzojuso, Misilmeri, Monreale, Santa Cristina Gela, Villafrati.

## Demografia
| Variação demográfica do município entre 1861 e 2011                               |
|                                                                                   |
| Fonte: Istituto Nazionale di Statistica (ISTAT) - Elaboração gráfica da Wikipedia |